# America's Army
America’s Army: Special Forces (OverMatch) v2.8.5, es un videojuego-simulador del tipo "acción en primera persona", que introduce al jugador en el mundo del ejército de los Estados Unidos, en el cual puede encontrarse una gran variedad de misiones que deben ser completadas para asegurar el avance en el videojuego. America’s Army: Special Forces (OverMatch) v2.8.5, se ha destacado por su gran sensación de realismo, gracias a que fue desarrollado utilizando uno de los mejores motores gráficos de juegos el Unreal Engine v2.5.0.
En America’s Army: Special Forces (OverMatch) v2.8.5, se permite la entrada de hasta 31 jugadores bajo la misma misión, por lo que debe cuidarse la espalda de cada uno de los miembros del equipo. Quizás uno de los detalles más criticados por los jugadores a este videojuego, es el entrenamiento demasiado extenso que busca poner a prueba las habilidades como soldado de este ejército virtual. Dicho entrenamiento es un requisito imprescindible para formar parte más tarde de las partidas multijugador a través de Internet, si no ha sido completado el jugador no puede encarar las misiones en línea. 
America’s Army: Special Forces (OverMatch) v2.8.5, es el videojuego oficial del Ejército estadounidense y como tal, impone reglas y normas que se deben respetar y cumplir como si realmente se estuviese viviendo una experiencia en el mundo real. Entre ellas el videojuego pone mucho énfasis en el trabajo en equipo y el liderazgo que posee el jugador sobre su grupo para cumplir las misiones encomendadas.
America’s Army: Special Forces (OverMatch) v2.8.5, tiene una de las comunidades virtuales más grandes en el mundo de los videojuegos.

## America's Army: Inicios y evolución
Transcurría el año 2002 y después de que el ejército estadounidense experimentara sus números más bajos de reclutamiento en 30 años, el Congreso estadounidense decidió utilizar experimentos masivos y agresivos para llevar adelante la tarea de reclutamiento. 
El Departamento de Defensa incrementó en ese momento el presupuesto para reclutamiento a 2,2 billones de dólares y se embarcó; primero en una campaña promocional titulada el ejército de uno, o “An Army of One” gastando no menos de 50 millones de dólares, pero obteniendo un resultado muy pobre. 
En ese momento, decidieron hacer campaña masiva con una escudería dentro del mundo del automovilismo en la categoría estadounidense NASCAR RACE, desarrollando un automóvil para las competiciones, exclusivamente en representación del ejército estadounidense, y tratando de captar de esta manera, la atención de jóvenes que pudieran reclutarse en las filas. La campaña, iniciada en febrero, contó con el experimentado piloto de carreras, Jerry Nadeau.

## America's Army: El Proyecto
Pese a la gran inversión que se hizo, los resultados no fueron los que se esperaban. Las oficinas de reclutamiento no lograban asegurar su nivel de soldados. Algo más tenían que hacer, algo que captara el interés en el ejército. Y en ese momento el teniente coronel Casey Wardynski, profesor por ese entonces de economía en la Academia Militar de West Point, presentó la idea de crear un simulador de combate militar en línea, donde varios jugadores pudieran jugar con otros en tiempo real. 
Después de una ardua tarea para convencer de que el proyecto valía la pena y era viable, Wardynski empezó a trabajar con el Profesor Mike Zyda, miembro de la Escuela de Estudios de Postgrados de la Marina estadounidense.
Cuando el proyecto finalmente tuvo el visto bueno, Wardynski juntó un equipo de programadores y desarrolladores de la Marina estadounidense, quienes comenzaron de inmediato el proyecto. La idea era desarrollar un simulador de combate, alejado de lo que se conocía en ese momento, con un buen nivel gráfico, misiones de entrenamiento, y un amplio grado de similitud a la vida real, donde el trabajo en equipo, la comunicación y la coordinación realmente fuera crítico y esencial. Además, para poder comenzar a jugar, el usuario debería crear un perfil, y luego, completar misiones de tiro, obstáculos, salto en paracaídas y francotirador, demostrando así las facetas de un reclutamiento y aprendizaje. Dado que esta iba a ser una herramienta de reclutamiento, esta tenía que ser gratuita, sin ningún coste para el usuario.

## Detalles del juego

### Historial de Versiones
Como se puede apreciar el Ejército comenzó este proyecto a principios del 2002 y desde esa versión, fue actualizando el juego con regularidad. Incluyendo siempre nuevos mapas, nuevas funcionalidades y corrigiendo errores.
- 1.0 (AMERICA'S ARMY: Recon) - 4 de julio de 2002
- 1.0.1 (AMERICA'S ARMY: Operations) - 12 de julio de 2002
- 1.0.1b (AMERICA'S ARMY Operations) - 25 de julio de 2002
- 1.*1.1 (AMERICA'S ARMY Operations) - 1 de agosto de 2002
- 1.*2.0 (AMERICA'S ARMY Operations) - 22 de septiembre de 2002
- 1.*2.1 (AMERICA'S ARMY Operations) - 3 de octubre de 2002
- 1.3 (AMERICA'S ARMY Operations) - 10 de diciembre de 2002
- 1.4 (AMERICA'S ARMY Operations) - 15 de noviembre de 2002
- 1.5 (AMERICA'S ARMY Operations) - 23 de diciembre de 2002
- 1.6 (AMERICA'S ARMY Operations) - 16 de marzo de 2003
- 1.7 (AMERICA'S ARMY Operations) - 21 de abril de 2003
- 1.9 (AMERICA'S ARMY Operations) - 8 de agosto de 2003
- 2.0 (AMERICA'S ARMY:Special Forces) - 6 de noviembre de 2003
- 2.0a (AMERICA'S ARMY Special Forces) - 21 de diciembre de 2003
- 2.1 (AMERICA'S ARMY Special Forces Downrange) - 1 de junio de 2004
- 2.*2.0 (AMERICA'S ARMY Special Forces Vanguard) - 19 de octubre de 2004
- 2.*2.1 (AMERICA'S ARMY Special Forces Vanguard) - 18 de noviembre de 2004
- 2.3 (AMERICA'S ARMY Special Forces Firefight) - 18 de febrero de 2005
- 2.4 (AMERICA'S ARMY Special Forces Q-Course) - 16 de mayo de 2005
- 2.5 (AMERICA'S ARMY Special Forces Direct Action) - 13 de octubre de 2005
- 2.6 (AMERICA'S ARMY Special Forces Link-Up) - 9 de febrero de 2006
- 2.7 (AMERICA'S ARMY Special Forces Overmatch) - 14 de septiembre de 2006
- 2.8 (AMERICA'S ARMY Special Forces Coalition) - 21 de diciembre de 2006
- 2.8.1 (AMERICA'S ARMY Special Forces SMU GH Map Pack) - 22 de marzo de 2007
- 2.8.2 (AMERICA'S ARMY Special Forces Overmatch) - 6 de septiembre de 2007
- 2.8.3 {AMERICA'S ARMY Special Forces Overmatch) - 31 de enero de 2008
- 2.8.3.1 (AMERICA'S ARMY Special Forces Overmatch)
- 2.8.4 (AMERICA'S ARMY Special Forces Overmatch)
- 2.8.5 (AMERICA'S ARMY Special Forces Overmatch)
- 3.0 (AMERICAS ARMY)
- 3.0.1 (AMERICA'S ARMY)
- 3.0.2 (AMERICA'S ARMY)
- 3.0.3 (AMERICA'S ARMY)
- 3.0.4 (AMERICA'S ARMY)
- 3.0.5 (AMERICA'S ARMY)
- 3.0.6 (AMERICA'S ARMY)

### Armamento y su interpretación en el juego
Ejército EE.UU.:
| Nombre de slot | significado                           | Tipo de arma                                                                                                   |
| -------------- | ------------------------------------- | --- |
| R              | Fusilero (Rifleman)                   | M-16 (Semiautomático y ráfagas de 3 disparos)                                                                  |
| G              | Granadero (Grenadier)                 | M16+M203 (M-16+lanzador de granadas)                                                                           |
| AR             | Automatic Rifleman                    | M-249 SAW (Automático)                                                                                         |
| S              | Francotirador (Sniper )               | M24 o M82 (Depende del slot elegido)                                                                           |
| C18            | Slot SF                               | M4+ |
| IF             | Fuerzas indígenas (Indigenous Forces) | AKS-47U o AKS-47U+Mira 4X (Depende del slot elegido)                                                           |
| B              | Slot SF para SPR                      | Special Pourpose Rifle (M-16 modificado con mira telescópica 6X, bípode y mecanismo limitado a semiautomático) |
| RPG            | RPG                                   | RPG-7+AKS-47U (Lanzacohetes+AKS-47U)                                                                           |
| RPK            | RPK                                   | RPK auto y semiautomático (AK-47 modificado con tambor de 75 disparos y bípode)                                |
| VSS            | VSS                                   | Vintorez+AKS-47U (El Vintorez es semi y automático con cargador de 10 disparos y mira telescópica de 4X)       |

### Escala de Honor
- 01-10: 500
- 11-20: 1000
- 21-30: 2500
- 31-40: 4000
- 41-50: 6000
- 51-60: 9000
- 61-70: 13 000
- 71-80: 23 000
- 81-90: 43 000
- 91-99: 83 000

### Relación entre honor y experiencia
- Honor 10 = 5000 Experiencia
- Honor 15 = 10 000 Experiencia**1
- Honor 20 = 15 000 Experiencia
- Honor 30 = 40 000 Experiencia
- Honor 40 = 80 000 Experiencia
- Honor 50 = 140.000 Experiencia
- Honor 60 = 230.000 Experiencia
- Honor 70 = 360.000 Experiencia
- Honor 80 = 590.000 Experiencia
- Honor 90 = 1.020.000 Experiencia
- Honor 100 = 1.850.000 Experiencia

**1 Special Forces Habilitado, (M4+mods, SPR)
**(Entrenamientos SF , completamente Realizados)

### Fórmula de Prioridad de Elección de Arma
- Puntuación de prioridad de elección = Honor + (Puntos/Puntuación más alta del equipo)*100.
- Partiendo de la base de que si se salió con la puntuación más alta en una ronda, se suman al honor más 100 para y los demás se les suma el honor más el porcentaje que da entre su resultado y el resultado del jugador puntuación más alta.

```
Ejemplo: 

Jugador       Puntos              Honor 

tu ....... 500 ..... 20 ------ 100% --> 100 + 20 = 120 

yo ....... 490 ..... 23 ------ 98%---> 98 + 23 = 121 

```

Si se obtuvo la puntuación más alta del equipo en la partida anterior, el jugador tiene 100 puntos para sumarle a su honor 20 = 100 + 20 = 120.

## Requerimientos técnicos
1.- Requerimientos Mínimos del Sistema
- Tarjeta gráfica 3-D con mínimo 128 MB de memoria y con soporte para transformación de hardware y luces. Si tienes una Nvidia Geforce FX5200 o Ati Radeon 9200 puedes jugarlo pero en la resolución mínima. No es recomendable jugarlo con tarjetas integradas de video.
- Procesador Intel o AMD de 2.4 GHz o superior. En el caso de AMD es recomendable un Athlon XP 2400+ o Sempron 2400+ como mínimo.
- Windows XP con actualizaciones Service Pack 2. Debes jugar en una cuenta que posea los derechos de administrador de tu equipo.
- 512 MB RAM
- 3,5GB de espacio libre en el disco duro. Esto contempla solo la instalación, no incluye el archivo descargado que ocupa 2,5 gigas.
- DirectX®9.0
- Tarjeta de sonido 100% compatible con DirectX 9.0
- Conexión a Internet de Banda Ancha

2.- Requerimientos Recomendados del Sistema
- Tarjeta gráfica 3-D con 256 MB de memoria y con soporte para transformación de hardware y luces. Recomendable una Nvidia Geforce 6600 AGP o una Ati Radeon 9600 o Superior
- Procesador Intel de 3.0 GHz o superior. En el caso de AMD es recomendable un Athlon 64 2800+ o Sempron 64 2800+.
- Windows XP con actualizaciones Service Pack 2. Debes jugar en una cuenta que posea los derechos de administrador de tu equipo.
- 1 GB RAM
- 3,5GB de espacio libre en el disco duro. Esto contempla solo la instalación, no incluye el archivo descargado que ocupa 2,5 gigas.
- DirectX® 9.0
- Tarjeta de Sonido 100% Compatible con DirectX 9.0
- Conexión a Internet de Banda Ancha

Resoluciones de pantalla 
Las resoluciones de pantalla soportadas por el juego son las siguientes: 800x600, 1024x768, 1152x864, 1280x960, 1280x1024, 1600x1200.

## El Futuro de AAO
AAO es uno de los pocos juegos que tiene un increíble soporte ya que el ejército ha establecido una vida útil de este por lo menos de 6 años. El año 2008 el Congreso estadounidense volvió a considerar la vida útil de este. 
AAO ha sido más que un juego en línea, AAO en realidad ha sido una experiencia única que ha creado comunidades como AAO:Tracker con más de setecientos cincuenta mil usuarios. El sitio oficial tiene en cuenta más de 8 millones de usuarios registrados con cuentas activas en el juego.

## America's Army 3.0
En el horizonte se puede ya ver la estela de la nueva versión del America's Army. 
Los desarrolladores ya llevan trabajando desde 2007 en un America's Army 3.0 que aún intentará llevar la filosofía de la versión actual; los desarrolladores quieren introducir un modo de juego nuevo y que se destaque de otros juegos en el mercado. Esta nueva versión estará basada en la recién estrenada Unreal Engine 3.0. 
Por ejemplo los desarrolladores han anunciado que van a eliminar la acción de saltar y sustituirla por acciones más realistas como “saltar sobre un objeto” o “saltar hacia un objeto”.
Con respecto al sonido, quieren mejorar el juego. Los desarrolladores han visitado varias bases militares para grabar en vivo el armamento real que se usará en el juego. El proyecto del nuevo juego busca una colaboración muy intensa con la gente de Creative Labs y se anuncia que el nuevo juego estará equipado con los estándares más punteros de EAX. 
Esta nueva versión salió al mercado el 17 de junio del 2009 y actualmente se puede descargar gratuitamente en la plataforma Steam, plataforma que le añade la ventaja de tener Logros para el juego.